# Рау-Тор
Рау-Тор (англ. Rough Tor) — холм на возвышенности Бодмин-Мур в графстве Корнуолл, Англия. Высота около 400 метров.
Является второй по высоте вершиной в Бодмин-Мур, после Браун-Уилли, в Корнуолле. Расположен в 1,5 километрах от Браун-Уилли.
На холме присутствуют исторические памятники неолита и бронзового века. На Рау-Тор выложенные камнями круги, также присутствуют древние захоронения и остатки древних построек.
В XIV веке на холме располагалась часовня в честь св. Михаила.

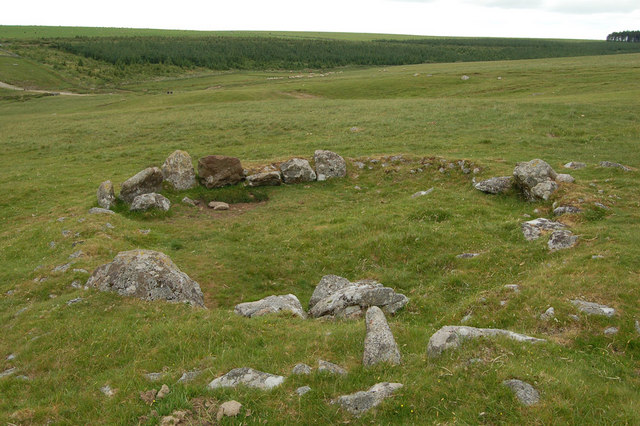
Памятник железного века